# Jim Koller
Jim Koller (Amersfoort, 31 maart 2007) is een Nederlands voetballer die doorgaans speelt als middenvelder. Hij komt uit voor Jong PSV, nadat PSV de speler transfervrij heeft overgenomen van Vitesse.

## Clubcarrière
Koller werd op 9-jarige leeftijd gescout bij VV Hoogland door Vitesse. Hij doorliep de hele Vitesse Voetbal Academie en kreeg in juli 2022 zijn eerste profcontract aangeboden. Hij debuteerde op 30 augustus 2024voor het eerste elftal, tegen FC Eindhoven (1-1). In de 82e minuut kwam Koller in de ploeg voor Mathijs Tielemans. In de met 3-1 gewonnen wedstrijd tegen Excelsior op 1 februari 2025 gaf hij zijn eerste assist, op Bas Huisman. Op 16 februari maakte hij zijn eerste doelpunt, tegen De Graafschap. Op aangeven van Andy Visser maakte hij in de slotminuten de 2-0. Op 19 augustus 2025 tekende hij een vierjarig contract bij PSV, waar hij aansluit bij Jong PSV.

## Statistieken
| Seizoen | Club     | Competitie     | Competitie | Competitie | Beker | Beker | Overig | Overig | Totaal | Totaal |
| Seizoen | Club     | Competitie     | Wed.       | Dlp.       | Wed.  | Dlp.  | Dlp.   | Dlp.   | Wed.   | Dlp.   |
| ------- | -------- | -------------- | ---------- | ---------- | ----- | ----- | ------ | ------ | ------ | ------ |
| 2024/25 | Vitesse  | Eerste divisie | 23         | 3          | 0     | 0     | 0      | 0      | 23     | 3      |
| 2025/26 | Jong PSV | Eerste divisie | 0          | 0          | —     | —     | 0      | 0      | 0      | 0      |
| Totaal  |          |                | 23         | 3          | 0     | 0     | 0      | 0      | 23     | 3      |

Bijgewerkt op 19 augustus 2025.